# 橘春軌
橘 春軌（たちばな はるき、2003年〈平成15年〉2月28日 - ）は、日本の俳優。兵庫県出身。東宝芸能所属。

## 来歴・人物
2022年に第9回「東宝シンデレラ」オーディションと同時に開催された、「TOHO NEW FACE」にてファイナリストに選ばれる。

## 出演

### テレビドラマ
- ウイングマン 第7話（2024年12月1日 - 、テレビ東京） - 斉藤達夫 / ナァス 役[1]

### 配信ドラマ
- 最弱の転校生（2025年7月22日、DMM TV） - 犬養恭介 役[2]